# Збірна Аргентини з хокею із шайбою
Збірна Аргентини з хокею із шайбою  — національна чоловіча збірна команда Аргентини, яка представляє країну на міжнародних змаганнях з хокею. Функціонування команди забезпечується Аргентинською асоціацією з хокею та інлайн-хокею. У 2014 році брали участь у Панамериканських іграх з хокею, де посіли четверте місце програвши збірній Колумбії 1:9.

## Історія
Національна збірна з хокею Аргентини провела свою першу гру у лютому 2012 року проти збірної Мексики у товариському матчі, гра проходила у мексиканському місті Куаутитлан-Іскальі. Аргентина програла 1:5. Наступного дня вони зустрілись вдруге і Аргентина знову програла цього разу 1:10.

## Виступи на міжнародних турнірах

### Панамериканські ігри
| Рік  | Господар | Результат | І | В | ВО | ПО | П |
| ---- | -------- | --------- | - | - | -- | -- | - |
| 2014 | Мехіко   | 4-е місце | 4 | 1 | 0  | 0  | 3 |
| 2015 | Мехіко   | 5-е місце | 5 | 1 | 0  | 0  | 4 |
| 2016 | Мехіко   | 5-е місце | 5 | 1 | 0  | 0  | 4 |
| 2017 | Мехіко   | 3-є місце | 6 | 2 | 0  | 0  | 4 |

## Статистика зустрічей на міжнародній арені
Станом на 12 червня 2017 року.
| Збірна   | І | В | Н | П | Ш      |
| -------- | - | - | - | - | ------ |
| Бразилія | 3 | 1 | 0 | 2 | 7:13   |
| Чилі     | 1 | 1 | 0 | 0 | 26 : 0 |
| Колумбія | 5 | 0 | 0 | 5 | 4:33   |
| Мексика  | 7 | 0 | 0 | 7 | 4:66   |
| Канада   | 1 | 0 | 0 | 1 | 0 : 18 |